# Webzen

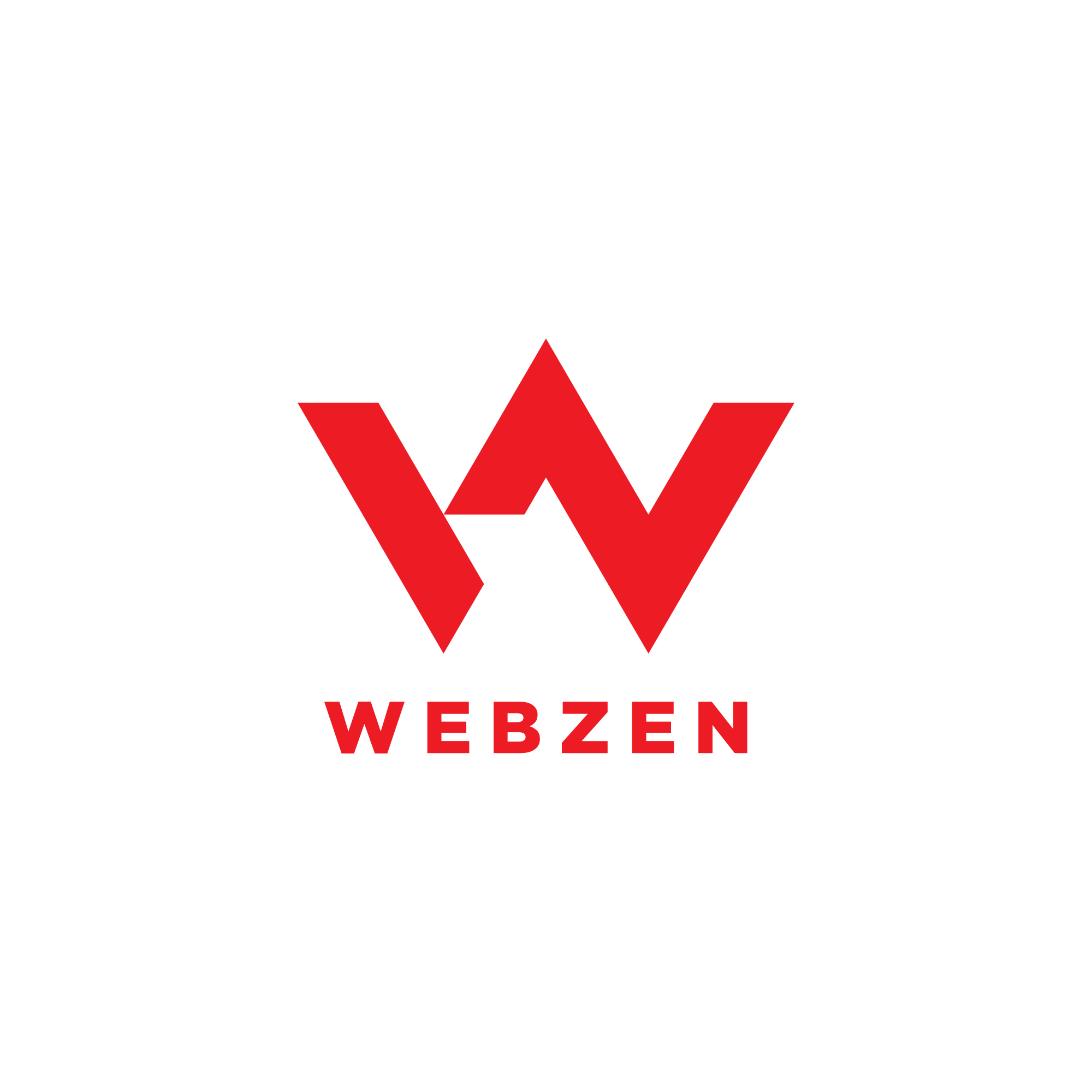
Webzen Inc. este o companie sud-coreeană de dezvoltare și publicare de jocuri video, fondată în anul 2000. Este cunoscută pentru jocurile populare MMORPG, cum ar fi „MU Online”, „Continent of the Ninth (C9)” și „R2 Online”. Compania s-a extins global și continuă să inoveze în industria jocurilor.

Webzen Inc. este o companie sud-coreeană de dezvoltare și publicare de jocuri video, cunoscută pentru producția și distribuția unor jocuri de renume internațional. Fondată în anul 2000, Webzen s-a impus rapid ca un jucător major în industria jocurilor online, câștigând o reputație solidă datorită succesului titlurilor sale MMO (Massively Multiplayer Online).

## Istoric
Webzen Inc. a fost înființată în anul 2000 de către Kim Nam-joo și Kim Taek-jin, cu scopul de a dezvolta și publica jocuri video de înaltă calitate. Primul lor mare succes a venit cu lansarea jocului „MU Online” în 2001, un MMORPG (Massively Multiplayer Online Role-Playing Game) care a devenit extrem de popular la nivel global.

## Expansiunea Globală
Un moment semnificativ în istoria Webzen a fost achiziționarea companiei NHN Games în 2010, care a permis Webzen să-și consolideze poziția pe piața jocurilor online. NHN Games era cunoscută pentru jocuri precum „R2” și „C9” (Continent of the Ninth), titluri care au contribuit la creșterea portofoliului Webzen.

## Jocuri Notabile

### MU Online
„MU Online” este probabil cel mai cunoscut titlu al Webzen. Lansat în 2001, acest MMORPG a captivat milioane de jucători din întreaga lume. Jocul oferă o experiență captivantă de explorare și luptă într-o lume fantastică, fiind remarcabil pentru grafica sa avansată pentru acea perioadă și pentru gameplay-ul adictiv.

### Continent of the Ninth (C9)
„Continent of the Ninth” (C9) este un alt MMORPG de succes dezvoltat de NHN Games și publicat de Webzen. Lansat în 2012, C9 este cunoscut pentru sistemul său de luptă dinamic și grafica impresionantă. Jocul a fost bine primit atât de critici, cât și de jucători, consolidând reputația Webzen ca dezvoltator de jocuri de înaltă calitate.

### R2 Online
„R2 Online” este un MMORPG lansat în 2006 de către NHN Games, și ulterior integrat în portofoliul Webzen după achiziția NHN Games. Jocul este apreciat pentru complexitatea sa și pentru varietatea de caracteristici PVP (Player vs Player).

### Archlord
„Archlord” este un MMORPG lansat inițial de NHN Games și preluat de Webzen. Jocul a devenit cunoscut pentru conceptul său unic, unde un jucător putea deveni "Archlord", conducătorul suprem al lumii de joc, obținând privilegii speciale.

### Mu Legend
„Mu Legend” este continuarea popularului „MU Online”, lansat în 2017. Jocul păstrează elementele esențiale ale predecesorului său, adăugând în același timp grafici îmbunătățite și noi caracteristici de gameplay.

## Inovații și Tehnologie
Webzen a fost întotdeauna în fruntea inovației tehnologice în dezvoltarea jocurilor. Compania a investit masiv în cercetare și dezvoltare pentru a asigura faptul că jocurile sale oferă o experiență de joc de cea mai înaltă calitate. De asemenea, Webzen a fost printre primele companii care au implementat tehnologii avansate de protecție împotriva fraudei și a hacking-ului în jocurile online.

## Contribuții la Industria Jocurilor
Webzen a avut un impact semnificativ asupra industriei jocurilor video, nu doar prin jocurile sale, ci și prin standardele pe care le-a stabilit în ceea ce privește calitatea și inovația. Compania a fost un pionier în dezvoltarea și popularizarea genului MMORPG și a contribuit la creșterea globală a acestei categorii de jocuri.

## Perspective Viitoare
Webzen continuă să fie un lider în industria jocurilor video, cu planuri ambițioase de a lansa noi titluri și de a explora noi tehnologii, cum ar fi realitatea virtuală și augmentată. Compania își propune să rămână în avangarda inovației și să ofere jucătorilor experiențe de joc din ce în ce mai captivante.

## Moștenire
Webzen Inc. este o companie emblematică în industria jocurilor video, cu o istorie bogată de succes și inovație. De la începuturile sale modeste până la devenirea unui jucător global major, Webzen a demonstrat constant angajamentul său pentru calitate și excelență în dezvoltarea jocurilor. Cu un portofoliu impresionant și planuri ambițioase pentru viitor, Webzen rămâne o forță de luat în seamă în lumea jocurilor video.